# International Softball Federation
La International Softball Federation (ISF) è stata la federazione sportiva internazionale, riconosciuta dal CIO, che ha governato lo sport del softball fino al 2013.
Nell'aprile 2013, nell'ottica di riportare le rispettive discipline alle Olimpiadi in tempo per l'edizione 2020, ISF e IBAF (International Baseball Federation) si sono fuse insieme nella World Baseball Softball Confederation (WBSC), diventando di fatto divisions della nuova associazione 

## Organizzazioni di appartenenza
- Comitato olimpico internazionale (CIO)
- Global Association of International Sports Federations (GAISF)
- World Baseball Softball Confederation (WBSC)